# Josep Borrell
Josep Borrell Fontelles (La Pobla de Segur, 1947. április 24. – ) katalán származású spanyolországi politikus. 2018 és 2019 között Spanyolország külügyminisztere, a Spanyol Szocialista Munkáspárt (PSOE) tagja. 2004 július és 2007. januárja között az Európai Parlament (EP) elnöke volt. 2019 és 2024 között az Európai Bizottság erősebb Európáért a világban felelős alelnöke, az Európai Unió külügyi és biztonságpolitikai főképviselője.

## Pályafutása

### Helyi politika
1975-ben lett tagja a PSOE-nak, és a párt madridi szervezetének volt tagja. Az 1979-es spanyol önkormányzati választások után önkormányzati képviselő lett. 1979-1983 között Madridi Önkormányzat pénzügyi osztályának osztályvezetője volt.

### González-kormányok

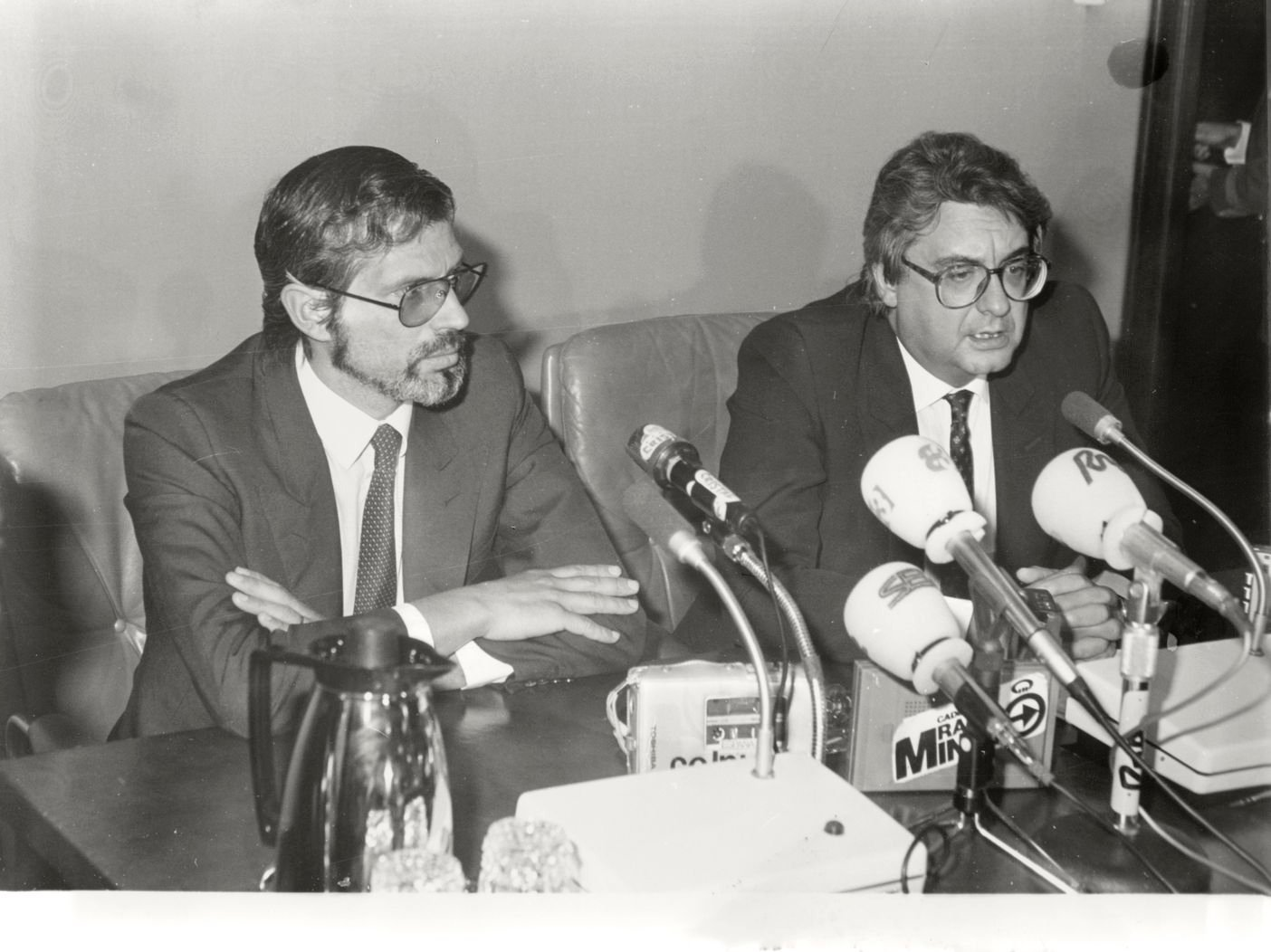
Borrell (balra) pénzügyi államtitkárként 1984-ben

1982-ben megalakult Felipe González szocialista kormánya. Borrellt kinevezték állami költségvetésért és közkiadásokért felelős államtitkárnak. 1984-ben pénzügyi államtitkári posztot kapta meg. Államtitkársága ideje alatt arról vált ismertté, hogy harcot hirdetett az adóelkerülés ellen. 1986-ban Barcelona egyik képviselőjeként jutott be a Képviselőházba, aminek tagja maradt 2004-ig.
1991-ben foglalkoztatási, közlekedési és környezetvédelmi miniszternek nevezték ki. Miniszterként a spanyolországi telekommunikációs hálózat liberalizációja volt a legfőbb feladata.

### Az európai politikában
2001-ben kinevezték az Európai Konvent spanyol képviselőjének. 2004-ben José Luis Rodríguez Zapatero miniszterelnök felkérésére, ő volt a PSOE listavezetője az európai választásokon, amit megnyert. Borrell ennek következtében az Európai Szocialisták Képviselőcsoportjának lett tagja és a spanyol delegáció vezetője lett.
2004-ben megválasztották az Európai Parlament elnökének 2,5 éves mandátumra. A szavazás első fordulójában 700-ból 388 szavazattal abszolút többséget szerzett, megelőzve a lengyel Bronisław Geremeket (288 szavazat) és a francia Francis Wurtzot (51 szavazat). A Néppárttal való megállapodás értelmében Borrelt a német CDU-párti Hans-Gert Pöttering követte az elnöki tisztségben. Emellett az Európai Parlament Fejlesztési Bizottságának elnöke volt.
Miután az Európai Parlament november 27-én támogatta az első Von der Leyen-bizottságot, 2019. december 1-jétől az Európai Bizottság erősebb Európáért a világban felelős alelnöke, az Európai Unió külügyi és biztonságpolitikai főképviselője lett.
Egy, a fejlődő országokkal szembeni ellenséges, burkoltan rasszista jellegű kijelentése miatt több helyről komoly bírálat érte.